# Ferrari Boyz
Ferrari Boyz è un album in studio collaborativo realizzato dai rapper statunitensi Waka Flocka Flame e Gucci Mane, pubblicato nel 2011.

## Tracce
Edizione standard
1. Ferrari Boyz – 4:05
2. 15th and the 1st (featuring YG Hootie) – 3:52
3. Break Her – 3:55
4. Feed Me (featuring Frenchie) – 4:35
5. Mud Musik (featuring 2 Chainz) – 4:44
6. In My Business (featuring Rocko) – 4:52
7. Young Niggaz – 3:23
8. Suicide Homicide (featuring Wooh da Kid) – 3:43
9. I Don't See U (featuring Ice Burgandy) – 4:33
10. PacMan – 3:26
11. Stoned – 3:57
12. She Be Puttin' On (featuring Slim Dunkin) – 4:22

Tracce bonus Edizione deluxe
1. So Many Things – 2:56
2. Too Loyal (featuring Slim Dunkin) – 3:46
3. What the Hell (featuring Rocko) – 4:39